# 日産クリエイティブサービス
株式会社日産クリエイティブサービス（にっさんクリエイティブサービス）は、日産自動車グループの、サービスサポートを専門とする企業である。

## 概要
日産自動車・日産車体・愛知機械工業・日産工機・ジヤトコの5社がそれぞれ保有していた、企業内間接業務のサービスサポート会社10社(日産コーエー、日産セキュリティ・サービス、日車サービス、サンガード、ジーエス、アイチ・エステート・サービス、愛知エンジニアリング、ピーエス、ジヤトコサービス、ジヤトコフード)を経営統合して設立された。
現在は公共施設の指定管理者を受託するなど、グループ外の取引を拡大しつつある。

## 業務内容
- 「ビジネスサポート」における分野。

設備の製作や保全、産業廃棄物処理、物流などにおける効率化や低コスト化と日産自動車の部品技術情報とサービス技術情報の高い専門性を活かし、アフターセールスビジネスを強力にサポート。
- 「生活サポート」分野

販売・保険・旅行などのサービスを提供。

## 沿革
- 2003年10月1日：日産自動車・日産車体・愛知機械工業・日産工機・ジヤトコの出資で持株会社「SSKKホールディングス」設立。
- 2004年4月1日：SSKKホールディングスの100%出資会社として新規設立。
- 2013年7月24日：セキュリティサービス事業及びビル管理事業を2014年4月1日付で設立する新会社へ分割すると共に、同日ALSOKがその新会社の全株式を当社より譲り受ける契約を結んだと両社より発表（現･ALSOK双栄）。
- 2016年12月1日：保険サービス事業をT&N保険サービス[1] へ譲渡した。
- 2018年4月1日：造園緑花事業および指定管理者事業の一部をサカタのタネに譲渡。サカタのタネ側は受け皿会社「サカタのタネグリーンサービス株式会社」を設立し当該事業の営業を開始する。

## 事業所
- 栃木支店 （栃木県河内郡 日産自動車栃木工場内）
- みなとみらい支店 （横浜市西区高島 日産グローバル本社内）
- さいたま支店 （埼玉県さいたま市北区）
- 横浜支店 （神奈川県横浜市 日産自動車横浜工場内）
- 追浜支店 （神奈川県横須賀市 日産自動車追浜工場内）
- 厚木支店 （神奈川県厚木市 日産自動車テクニカルセンター内）
- 座間支店 （神奈川県座間市 日産自動車座間事業所内）
- 湘南支店 （神奈川県平塚市 ）
- 静岡支店 （静岡県富士市）
- 名古屋支店（愛知県名古屋市）
- 九州支店 （福岡県京都郡）